# Willy Hans Rösch
Willy Hans Rösch (geboren am 13. April 1924 in Baden, gestorben am 27. Februar 2000 ebenda) war ein Schweizer Beleuchtungszeichner und Lichtplaner. Er war Mitgründer und Kurator des Künstlerhauses Boswil.

## Leben und Wirken
Willy Hans Rösch verbrachte seine Kindheit in Baden. Er lernte Beleuchtungszeichner in der damals grössten schweizerischen Beleuchtungsfirma BAG und ging anschliessend auf Wanderschaft. Nach einem Studienaufenthalt in Paris arbeitete er in einer Glashütte in Schweden, später in der königlichen Porzellanfabrik in Kopenhagen und anschliessend in der ältesten englischen Bronzeleuchtenfabrik in Birmingham. Er lernte Glasblasen, Porzellanfertigen und Malen und nutzte die Zeit, um in Betriebsarchiven und Museen auch Bau- und Dekorationsstile zu studieren. Zurück bei der BAG in Zürich, war sein Feld das Projektieren von Beleuchtungsanlagen und der Entwurf von Leuchten.
Ab 1961 wohnte Willy Hans Rösch in Ennetbaden. Als Lichtplaner in Baden tätig, gründete er eine Firma, die Beleuchtungskonzepte entwickelte. Gemeinsam mit Albert Rajsek (1921–2011) gründete er 1953 die Stiftung Alte Kirche Boswil und das Künstlerhaus Boswil. Ihr Ziel war es, den Kirchenkomplex vor dem Abbruch zu bewahren und die Anlage in ein Heim für alternde Künstlerinnen und Künstler zu verwandeln. Zwischen 1960 und 1991 wurde es als Alterswohnsitz für mittellose Künstlerinnen und Künstler aus den Bereichen Malerei, Tanz, Literatur und Plastik geführt. Diese hatten dort die Möglichkeit, weiterhin künstlerisch tätig zu sein. Zur Finanzierung wurden Benefizveranstaltungen, vor allem im Bereich Musik, erstmals 1953 in der Tonhalle Zürich und anschliessend in der Alten Kirche Boswil veranstaltet. Die Alte Kirche wurde auch als Atelier für Seminare und Sommerkurse in den Sparten Kunst, Teater, Neue Musik oder Musikkritik genutzt.
Als Stiftungsratspräsident etablierte Willy Hans Rösch neben dem Altersheim und Konzertort Boswil ein Podium für kulturelle und künstlerische Gespräche. Ab 1969 bis zur politischen Wende wurden Künstler aus dem sozialistischen Osten Europas eingeladen, wie Paul-Heinz Dittrich und Wilfried Jentzsch, damals aus der DDR. Röschs Vision war es, einen interdisziplinären Ort des Austauschs zu Fragen der Kultur und von Kunstschaffenden zu führen. Nach dem Ableben der letzten Pensionärin im Jahr 1991 trat Willy Hans Rösch als Leiter zurück.

## Rezeption
Willy Hans Rösch wird für seine Pionierarbeit in Bezug auf das Künstlerhaus und seinen Einsatz für die Kunstszene gewürdigt. In seinem Nachruf schrieb Bruno Meier in den Badener Neujahrsblättern: „Das Künstlerhaus entwickelte sich zu einer über die Landesgrenzen hinaus anerkannten Institution, war Pionier in der Knüpfung von Kontakten über den Eisernen Vorhang hinweg.“ Anlässlich des 60. Bestehens des Künstlerhauses lobte der Aargauer Landammann und Kulturminister Alex Hürzeler die Rolle des Hauses in der Förderung junger Talente sowie etablierter Künstlerinnen und Künstler.